# Johan Kappelhof
Johan Kappelhof (* 5. srpna 1990, Amsterdam, Nizozemsko) je nizozemský fotbalový obránce, který v současnosti působí v klubu FC Groningen, kam přišel z mládežnických struktur klubu AFC Ajax.

## Reprezentační kariéra
Nastupoval za Jong Oranje (nizozemská jedenadvacítka).